# Powiat Bütow

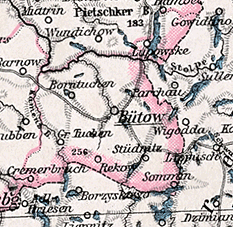
Mapa powiatu Bütow z 1905 r.

Powiat Bütow (niem. Landkreis Bütow, Kreis Bütow; pol. powiat bytowski) – dawny powiat na terenie kolejno Prus, Cesarstwa Niemieckiego, Republiki Weimarskiej oraz III Rzeszy, istniejący od 1846 do 1945. Należał do rejencji koszalińskiej, w prowincji Pomorze. Teren dawnego powiatu leży obecnie w Polsce, w województwie pomorskim.

## Historia
30 listopada 1920 do powiatu przyłączono gminę Zukowken z powiatu Karthaus
1 stycznia 1945 na terenie powiatu znajdowało się:
- jedno miasto Bütow (Bytów)
- 48 gmin